# Gina Grain
Gina Grain (Lachine, 16 de junio de 1974) es una deportista canadiense que compitió en ciclismo en la modalidad de pista. Ganó una medalla de plata en el Campeonato Mundial de Ciclismo en Pista de 2006, en la carrera de scratch.

## Medallero internacional
| Campeonato Mundial | Campeonato Mundial | Campeonato Mundial | Campeonato Mundial |
| Año                | Lugar              | Medalla            | Competición        |
| ------------------ | ------------------ | ------------------ | ------------------ |
| 2006               | Burdeos (Francia)  | Medalla de plata   | Scratch            |